# Салинополис

Салинополис на карте штата.

Салинополис (порт. Salinópolis) — муниципалитет в Бразилии, входит в штат Пара. Составная часть мезорегиона Северо-восток штата Пара. Входит в экономико-статистический микрорегион Салгаду. Население составляет 37 421 человек на 2010 год. Занимает площадь 237,738 км². Плотность населения — 157,4 чел./км².

## Демография
Согласно сведениям, собранным в ходе переписи 2010 г. Национальным институтом географии и статистики (IBGE), население муниципалитета составляет:
| Полное население                               | Полное население                               | Полное население                               | Полное население                               | 37 421 |
| ---------------------------------------------- | ---------------------------------------------- | ---------------------------------------------- | ---------------------------------------------- | ------ |
| в том числе:                                   | Городское население                            | 33 391                                         | Процент городского населения, %                | 89,23  |
|                                                | Сельское население                             | 4030                                           | Процент сельского населения, %                 | 10,77  |
|                                                | Мужское население                              | 19 096                                         | Процент мужского населения, %                  | 51,03  |
|                                                | Женское население                              | 18 325                                         | Процент женского населения, %                  | 48,97  |
| Плотность населения, чел/км²                   | Плотность населения, чел/км²                   | Плотность населения, чел/км²                   | Плотность населения, чел/км²                   | 157,40 |
| Население муниципалитета в % к населению штата | Население муниципалитета в % к населению штата | Население муниципалитета в % к населению штата | Население муниципалитета в % к населению штата | 0,49   |

По данным оценки 2015 года население муниципалитета составляет 39 078 жителей.

## Статистика
- Валовой внутренний продукт на 2003 год составляет 72 307 848,00 реалов (данные: Бразильский институт географии и статистики).
- Валовой внутренний продукт на душу населения на 2003 год составляет 1914,83 реалов (данные: Бразильский институт географии и статистики).
- Индекс развития человеческого потенциала на 2000 год составляет 0,740 (данные: Программа развития ООН).

## Важнейшие населенные пункты
| № | Населённый пункт       | Населённый пункт (порт.) | Категория | Население чел. (2010) | На карте                       |
| - | ---------------------- | ------------------------ | --------- | --------------------- | ------------------------------ |
| 1 | Салинополис            | Salinópolis              | город     | 33 391                | 0°37′31″ ю. ш. 47°20′58″ з. д. |
| 2 | Сан-Бенту              | São Bento                | поселок   | 524                   | 0°45′44″ ю. ш. 47°21′48″ з. д. |
| 3 | Санту-Антониу-Уриндеуа | Santo Antônio Urindeua   | поселок   | 503                   | 0°42′07″ ю. ш. 47°22′06″ з. д. |